# Allenamento (Apple)
Allenamento è un'applicazione sviluppata dalla Apple Inc. per il sistema operativo watchOS. Essa permette di avviare, monitorare e gestire gli allenamenti, che sono sessioni di varie attività fisiche che possono essere monitorate dall'Apple Watch. Tali misurazioni vengono effettuate grazie alla misurazione del battito cardiaco, il GPS ecc...

## Funzionalità
Appena aperta l'applicazione Allenamento, viene mostrata una lista di attività fisiche. Esse sono: camminata outdoor, corsa outdoor, bici outdoor, camminata indoor, corsa indoor, bici indoor, ellittica, vogatore, stepper e Altro. Nell'Apple Watch Series 2 sono disponibili altri due allenamenti: nuoto in piscina e nuoto in acque libere. Per gli utenti in sedia a rotelle sono inoltre disponibili Ritmo standard e Ritmo sostenuto come allenamenti. Dopo aver scelto un tipo di allentamento, viene chiesto l'obiettivo che l'utente vuole raggiungere, come il numero di calorie attive, il tempo trascorso, i km oppure vi è la possibilità di scegliere Nessun obiettivo per avere un allenamento libero.
Durante l'allenamento si è aggiornati costantemente sull'obiettivo che si è scelto, sugli anelli Attività e sui km percorsi o vasche nei casi di allenamenti outdoor o allenamenti in piscina.
L'app, con WatchOS 4, può collegarsi ad alcuni accessori da palestra per misurazioni più affidabili negli allenamenti indoor.
Su iPhone è possibile impostare una playlist di musica che partirà automaticamente con l'inizio di un allenamento se vengono collegati al watch auricolari o dispositivi Bluetooth.